# Linia kolejowa nr 159
Linia kolejowa nr 159 Żory – Pawłowice Śląskie – pierwszorzędna, jedno- i dwutorowa, zelektryfikowana linia kolejowa (do km 24,592 znaczenia państwowego) w województwie śląskim. Pierwotnie linia łączyła Orzesze z Wodzisławiem Śląskim (przez Żory i Pawłowice), jednakże na początku XXI wieku część linii została rozebrana. Linia ta nazywana była "kolejową obwodnicą ROW".

## Historia
Początki linii 159 sięgają roku 1884, kiedy to uruchomiono odcinek Orzesze - Żory. Pierwszy pociąg z Orzesza do Żor przybył 2 lipca 1884 r., na 2 miesiące przed oddaniem trasy do użytku. W sierpniu 1910 roku otwarto odcinek z Żor do Pawłowic, aby przedłużyć go rok później do Jastrzębia. Finalnie 2 grudnia 1913 roku uruchomiono ostatni odcinek linii łączący Jastrzębie z Wodzisławiem Śląskim przez Moszczenicę, Godów i Turzę Śląską. Linia kolejowa została wybudowana przez Pruskie koleje państwowe.
1 czerwca 1997 zamknięto dla ruchu pasażerskiego odcinek Wodzisław Śląski – Jastrzębie Zdrój, 19 lutego 2001 na odcinku Studzionka – Jastrzębie Zdrój, a 10 czerwca 2001 na odcinku Orzesze – Żory. 15 grudnia 2002 zamknięto ostatni czynny w ruch pasażerskim fragment – odcinek Żory–Studzionka.
Z końcem 1999 roku zamknięto całkowicie odcinek Jastrzębie Zdrój – Jastrzębie Zdrój Moszczenica, w 2002 roku odcinek Jastrzębie Zdrój Moszczenica – Wodzisław Śląski, a w 2005 roku Pawłowice – Jastrzębie Zdrój.
W połowie stycznia 2017 PKP PLK podpisały z konsorcjum firm Trakcja PRKil, Strabag, Strabag Rail, Comsa i ZUE umowę na rewitalizację linii nr 159 na odcinku Żory – Studzionka w ramach zadania  „Prace na liniach kolejowych nr 140, 148, 157, 159, 173, 689, 691 na odcinku Chybie – Żory – Rybnik – Nędza / Turze”.
W 2017 roku na starotorzu linii nr 159 w Jastrzębiu-Zdroju rozpoczęła się budowa Żelaznego Szlaku Rowerowego.
3 września 2023 na stacji w Warszowicach ponownie zaczęły się zatrzymywać pociągi pasażerskie, a 10 grudnia na linii otwarty został nowy przystanek Pawłowice Śląskie Centrum.